# Karl Ditan
Charles Caffe, dit Karl Ditan, est un chanteur et acteur français, né le 8 juillet 1877 à Paris VIIIe et mort le 23 août 1937  à Puilboreau (Charente-Inférieure).

## Biographie

Cœur de marin.

Karl Ditan a connu un certain succès avec les chansons Ça c'est Paname (Armand Foucher et Charles Jardin) et La Petite Tonkinoise (Henri Christiné et Vincent Scotto)
Il a joué dans un unique film, Toine, réalisé par René Gaveau avec Andrex et Alida Rouffe, sorti en 1933. 